# Być dla Polski, dla Polaków...
Być dla Polski, dla Polaków... – polski film dokumentalny z 2006 w reżyserii Aliny Czerniakowskiej.
W filmie przedstawiona została postać marszałka Józefa Piłsudskiego. Konsultantem przy realizacji filmu z wykorzystaniem licznych materiałów archiwalnych był Zbigniew Motyczyński, honorowy prezes Związku Piłsudczyków. Użyto m.in. materiałów zarejestrowanych podczas warszawskich obchodów rocznicy urodzin Piłsudskiego 12 maja 1992.